# Frostetola gramivora
Frostetola gramivora is een vlinder uit de familie Castniidae. De wetenschappelijke naam van de soort is, als Castnia gramivora, in 1896 gepubliceerd door William Schaus.
De soort komt voor in het Neotropisch gebied.

## Synoniemen
- Castnia gramivora f. parana Strand, 1913
- Tephrostola fenestrata Houlbert, 1918